# Hilde Schwarzkopf
Hilde Schwarzkopf (* 22. April 1932 in Aussig, Tschechoslowakei; † 24. Jänner 2015) war eine österreichische Unternehmerin.

## Leben
1954 ehelichte sie den Unternehmer Walter Schwarzkopf. Als dieser 1978 verunglückte, übernahm die Mutter von einem Sohn und drei Töchtern das 1921 gegründete Unternehmen (Plansee Group) und gab diese Führung 1996 an ihren Sohn Michael ab. Sie förderte die klassische Musik, indem sie unter anderem 1974 die Plansee-Konzerte begründete und als Präsidentin von 1995 bis 2000 den Umbau der Ambraser Schlosskonzerte zu den Innsbrucker Festwochen der Alten Musik betrieb. Eine weitere Passion der ehemaligen Besitzerin von zwei Hunden und zwei Katzen war die Jagd.

## Ehrungen
- Berufstitel Kommerzialrätin
- 2002: Großes Goldenes Ehrenzeichen für Verdienste um die Republik Österreich[7]
- 2009: Ehrenring des Landes Tirol[4]